# A-League 2011/12
Die A-League 2011/12 war die 67. Spielzeit der australischen Fußballliga A-League. Aufgrund von akuten Finanzproblemen nahm North Queensland Fury in der letzten Spielzeit 2010/11 zum letzten Mal am Spielbetrieb der A-League teil. Die Saison 2011/12 wurde deshalb nur mit zehn Mannschaften ausgespielt. Die Reguläre Saison dauerte vom 8. Oktober 2011 bis zum 25. März 2012. Die Finalrunde begann am 30. März 2012 und endete mit dem Grand Final am 22. April 2012. Brisbane Roar konnte seinen Titel aus dem Vorjahr im Grand Final gegen Perth Glory erfolgreich verteidigen.

## Teilnehmer der A-League 2011/12
| Team                   | Stadt           | Jahre in der Liga | Heimstadion                      |
| ---------------------- | --------------- | ----------------- | -------------------------------- |
| Adelaide United        | Adelaide, SA    | seit 2005         | Hindmarsh Stadium (17.000)       |
| Brisbane Roar          | Brisbane, Qld   | seit 2005         | Suncorp Stadium (52.500)         |
| Central Coast Mariners | Gosford, NSW    | seit 2005         | Central Coast Stadium (20.119)   |
| Gold Coast United      | Gold Coast, Qld | seit 2009         | Skilled Park (27.400)            |
| Melbourne Heart        | Melbourne, Vic  | seit 2010         | AAMI Park (31.500)               |
| Melbourne Victory      | Melbourne, Vic  | seit 2005         | Telstra Dome (56.347)            |
| Newcastle United Jets  | Newcastle, NSW  | seit 2005         | EnergyAustralia Stadium (26.164) |
| Perth Glory            | Perth, WA       | seit 2005         | Members Equity Stadium (17.288)  |
| Sydney FC              | Sydney, NSW     | seit 2005         | Sydney Football Stadium (45.500) |
| Wellington Phoenix     | Wellington, NZ  | seit 2007         | Westpac Stadium (34.500)         |

## Tabelle
| Pl. | Verein                 | Sp. | S  | U  | N  | Tore    | Diff. | Punkte |
| --- | ---------------------- | --- | -- | -- | -- | ------- | ----- | ------ |
| 1.  | Central Coast Mariners | 27  | 15 | 6  | 6  | 040:240 | +16   | 51     |
| 2.  | Brisbane Roar          | 27  | 14 | 7  | 6  | 050:280 | +22   | 49     |
| 3.  | Perth Glory            | 27  | 13 | 4  | 10 | 040:350 | +5    | 43     |
| 4.  | Wellington Phoenix     | 27  | 12 | 4  | 11 | 034:320 | +2    | 40     |
| 5.  | Sydney FC              | 27  | 10 | 8  | 9  | 037:420 | −5    | 38     |
| 6.  | Melbourne Heart        | 27  | 9  | 10 | 8  | 035:340 | +1    | 37     |
| 7.  | Newcastle United Jets  | 27  | 10 | 5  | 12 | 038:410 | −3    | 35     |
| 8.  | Melbourne Victory      | 27  | 6  | 11 | 10 | 035:430 | −8    | 29     |
| 9.  | Adelaide United        | 27  | 5  | 10 | 12 | 026:440 | −18   | 25     |
| 10. | Gold Coast United      | 27  | 4  | 9  | 14 | 030:420 | −12   | 21     |

### Finalrunde
|          | Knockout / Halbfinale | Knockout / Halbfinale | Knockout / Halbfinale | Knockout / Halbfinale  | Knockout / Halbfinale  |                        |                                                               | Halbfinale             | Halbfinale         | Halbfinale         | Halbfinale         | Halbfinale       |  |  | Preliminary final      | Preliminary final |  |  | Grand Final       | Grand Final       |
|          |                       |                       |                       |                        |                        |                        |                                                               |                        |                    |                    |                    |                  |  |  |                        |                   |  |  |                   |                   |
|          |                       |                       |                       | A: 31. März 2012       |                        |                        |                                                               |                        |                    |                    |                    |                  |  |  |                        |                   |  |  |                   |                   |
|          |                       |                       |                       | A2: 8. April 2012      |                        |                        |                                                               |                        |                    |                    |                    |                  |  |  |                        |                   |  |  |                   |                   |
|          |                       |                       | 1                     | Central Coast Mariners | Central Coast Mariners | Central Coast Mariners | Central Coast Mariners                                        | Central Coast Mariners | 0                  | 2                  |                    |                  |  |  |                        |                   |  |  |                   |                   |
|          |                       |                       | 2                     | Brisbane Roar          | Brisbane Roar          | Brisbane Roar          | Brisbane Roar                                                 | Brisbane Roar          | 2                  | 3                  |                    |                  |  |  |                        |                   |  |  | F: 22. April 2012 | F: 22. April 2012 |
|          |                       |                       |                       |                        |                        |                        |                                                               |                        |                    |                    |                    |                  |  |  |                        |                   |  |  | Brisbane Roar     | 2                 |
|          |                       | B: 1. April 2012      | B: 1. April 2012      | B: 1. April 2012       | B: 1. April 2012       |                        |                                                               |                        |                    |                    |                    |                  |  |  | E: 14. April 2012      | E: 14. April 2012 |  |  | Perth Glory       | 1                 |
|          | 3                     | Perth Glory           | Perth Glory           | Perth Glory            | 3                      |                        |                                                               |                        |                    |                    |                    |                  |  |  | Central Coast Mariners | 1 (3)             |  |  |                   |                   |
|          | 6                     | Melbourne Heart       | Melbourne Heart       | Melbourne Heart        | 0                      |                        |                                                               | D: 7. April 2012       | D: 7. April 2012   | D: 7. April 2012   | D: 7. April 2012   | D: 7. April 2012 |  |  | Perth Glory            | 1 (5)             |  |  |                   |                   |
|          |                       |                       |                       |                        |                        |                        |                                                               | Perth Glory            | Perth Glory        | Perth Glory        | Perth Glory        | 3                |  |  |                        |                   |  |  |                   |                   |
|          |                       | C: 30. März 2012      | C: 30. März 2012      | C: 30. März 2012       | C: 30. März 2012       |                        |                                                               | Wellington Phoenix     | Wellington Phoenix | Wellington Phoenix | Wellington Phoenix | 2                |  |  |                        |                   |  |  |                   |                   |
|          | 4                     | Wellington Phoenix    | Wellington Phoenix    | Wellington Phoenix     | 3                      |                        |                                                               |                        |                    |                    |                    |                  |  |  |                        |                   |  |  |                   |                   |
|          | 5                     | Sydney FC             | Sydney FC             | Sydney FC              | 2                      |                        |                                                               |                        |                    |                    |                    |                  |  |  |                        |                   |  |  |                   |                   |
|          |                       |                       |                       |                        |                        |                        | \| Legende: \| \| Unterlegenes Team \| \| Siegreiches Team \| |                        |                    |                    |                    |                  |  |  |                        |                   |  |  |                   |                   |
| Legende: |                       | Unterlegenes Team     |                       | Siegreiches Team       |                        |                        |                                                               |                        |                    |                    |                    |                  |  |  |                        |                   |  |  |                   |                   |

### Grand Final
| Brisbane Roar                                | Brisbane Roar | Perth Glory | Perth Glory |
| -------------------------------------------- | --- | --- | ----------- |
| Brisbane Roar                                | \| Grand Final \| \| 22. April 2012 in Brisbane (Suncorp Stadium) \| \| Ergebnis: 2:1 (0:0) \| \| Zuschauer: 50.334 \| \| Schiedsrichter: Jarred Gillett \| | \| Grand Final \| \| 22. April 2012 in Brisbane (Suncorp Stadium) \| \| Ergebnis: 2:1 (0:0) \| \| Zuschauer: 50.334 \| \| Schiedsrichter: Jarred Gillett \|                                                                               | Perth Glory |
| Brisbane Roar                                | Michael Theoklitos – Ivan Franjic, Sayed Mohamed Adnan, Matt Smith , Shane Stefanutto – Mitch Nichols, Erik Paartalu (65. Luke Brattan), Massimo Murdocca (65. Nick Fitzgerald) – Henrique (74. James Meyer), Besart Berisha, Thomas Broich Cheftrainer: Ange Postecoglou | Danny Vukovic – Joshua Risdon, Bas van den Brink, Steve Pantelidis, Dean Heffernan – Travis Dodd (76. Scott Neville), Jacob Burns , Liam Miller, Todd Howarth – Billy Mehmet, Shane Smeltz (81. Steven McGarry) Cheftrainer: Ian Ferguson | Perth Glory |
| Brisbane Roar                                | 1:1 Berisha (84.) 2:1 Berisha (90.+7', Foulelfmeter) | 0:1 Franjic (52., Eigentor) | Perth Glory |
| Brisbane Roar                                | Franjic (87.) | Miller (10.), Burns (49.), Heffernan (57.), Vukovic (90.+3'), Mehmet (90.+5') | Perth Glory |
| Brisbane Roar                                | Heffernan (90.+1') | | Perth Glory |
| Grand Final                                  | | |             |
| 22. April 2012 in Brisbane (Suncorp Stadium) | | |             |
| Ergebnis: 2:1 (0:0)                          | | |             |
| Zuschauer: 50.334                            | | |             |
| Schiedsrichter: Jarred Gillett               | | |             |

## Auszeichnungen
| Auszeichnung                                      | Gewinner                               |
| ------------------------------------------------- | -------------------------------------- |
| Johnny Warren Medal (Spieler des Jahres)          | Thomas Broich (Brisbane Roar)          |
| Golden Boot Award (Bester Torschütze)             | Besart Berisha (Brisbane Roar)         |
| Rising Star Award (U-20-Spieler des Jahres)       | Mathew Ryan (Central Coast Mariners)   |
| A-League Coach of the Year (Trainer des Jahres)   | Graham Arnold (Central Coast Mariners) |
| Referee of the Year (Schiedsrichter des Jahres)   | Jarred Gillett                         |
| Joe Marston Medal (Bester Spieler im Grand Final) | Jacob Burns (Perth Glory)              |
| Goalkeeper of the Year (Torhüter des Jahres)      | Mathew Ryan (Central Coast Mariners)   |

## Torschützenliste
| Pl. | Name             | Team                  | Tore |
| --- | ---------------- | --------------------- | ---- |
| 1   | Besart Berisha   | Brisbane Roar         | 19   |
| 2   | Shane Smeltz     | Perth Glory           | 13   |
| 3   | Carlos Hernández | Melbourne Victory     | 10   |
| 4   | Eli Babalj       | Melbourne Heart       | 09   |
| 4   | Jeremy Brockie   | Newcastle United Jets | 09   |
| 4   | Ryan Griffiths   | Newcastle United Jets | 09   |
| 4   | Mitch Nichols    | Brisbane Roar         | 09   |